# Хохолув (Малопольское воеводство)
Хохо́лув (пол. Chochołów) — село в Польше в гмине Чарны-Дунаец Новотаргского повета Малопольского воеводства.

## География
Село находится в 9 км от административного центра гмины села Чарны-Дунаец, 19 км от административного центра повета города Новы-Тарг и 78 км от центра воеводства города Краков.

## История
В 1846 году в селе произошло восстание против австрийской власти. Во главе этого восстания находился местный органист Ян Андрусикевич. После подавления восстания было арестовано более ста его участников. Напоминание об этих событиях – фигура св. Яна Непомуцкого, поставленная спиной к деревне Чарны-Дунаец, жители которой помогли подавить восстание. Памятник был отреставрирован в 1982 году по инициативе доктора Кшиштофа Хофмана.
До 1954 года Хохолув был центром одноимённой гмины. С 1978 по 1995 года село входило в Новосонченское воеводство.
До вступления Польши в шенгенскую зону недалеко от Хохолува находился пограничный пункт Суха-Гура.

## Население
Численность населения составляет 1300 человек. Большинство жителей Хохолува относятся к польской этнографической группе гурали. Почти всё сёло застроено оригинальными гуральскими хатами. Дважды в год в понедельник после Пасхи Пасха и на праздник Божьего Тела в селе совершается народный обычай, во время которого происходит обливание друг друга мыльной водой.

## Достопримечательности
- Музей хохоловского восстания — филиал Татровского музея.
- Деревянные дома — входят в туристический маршрут «Путь деревянной архитектуры».